# Tatort: Unter Druck
Unter Druck ist ein Fernsehfilm aus der Krimireihe Tatort. Der vom WDR produzierte Beitrag wurde am 9. Januar 2011 im Ersten Programm der ARD ausgestrahlt. Es ist der 49. Fall des Ermittler-Teams Max Ballauf und Freddy Schenk und die 787. Tatortfolge.

## Handlung
In der Empfangshalle des „Kölner Abendblattes“ wird der Unternehmensberater Carsten Moll tot aufgefunden. Offensichtlich ist er aus großer Höhe über ein Geländer geworfen worden. Der Betrieb hat vor zu expandieren, was er mithilfe eines anderen Verlages erreichen will. Dazu wurden Berater engagiert, die für diese Strategie Effektivitätsberechnungen durchführen, was unweigerlich auch zu Entlassungen führen wird. Entsprechend war die Beliebtheit von Carsten Moll und seiner Chefin Rita Landmann nicht sehr hoch.
Die Hauptkommissare Ballauf und Schenk befragen als erstes den Schichtleiter Manfred Peters, der zugibt, mit Moll eine Auseinandersetzung gehabt zu haben. Da dieser permanent seine Arbeitseinteilung in Frage stellte, hatte er ihn letzte Nacht aus den Produktionsräumen gewiesen. Seit die Firma eine Fusion plant und auch von Stellenabbau die Rede war, gab es große Angst vor Entlassungen in der Belegschaft. Die Ermittler stellen schnell fest, dass es auch in der Geschäftsleitung keine einheitliche Meinung zu der Entscheidung gab, Berater zu engagieren. So hatte der Geschäftsführer Lars Fraude die Unternehmensberater ins Haus geholt, was beim Verlagsleiter Ludwig Brinkmann und dem Personalchef Raimund Kahn nicht auf volle Zustimmung stieß.
Die Überprüfung der Anrufstatistik in Molls Handy führt zu der Angestellten Elli Klein, die zugibt, sich in Moll verliebt zu haben, und von der Belegschaft verdächtigt wird, nur ihren Arbeitsplatz retten zu wollen. Auch hätte ihr Exfreund, Ulf Haas, sie nicht kampflos aufgeben wollen. Ehe Ballauf und Schenk nach dem jungen Mann, der ebenfalls im Verlag arbeitet, suchen können, wird Schichtleiter Manfred Peters erhängt im Verlagsgebäude aufgefunden. Ballauf weiß, dass Peters sich Vorwürfe gemacht hatte, weil er die Entlassungskandidaten dem Personalchef vorschlagen musste. Schenk findet allerdings keinen Abschiedsbrief und Peters ist für ihn nicht der Typ eines Selbstmörders. Damit verstärkt sich die Suche nach Ulf Haas, da auch er ein Entlassungskandidat ist. Er kann festgenommen werden, leugnet aber, jemanden ermordet zu haben.
Vom Personalchef erfahren die Ermittler, dass auch Peters seit kurzem auf der Entlassungsliste stand und er die aktuelle Fassung in die Hände bekommen hatte. Somit ist an seinem Selbstmord nicht zu zweifeln.
Aufgrund der massiven Ablehnung und Mobbingversuche der Belegschaft des Verlages stellen die Berater ihre Tätigkeit dort ein. Geschäftsführer Fraude ist der Auffassung, dass er die Sicherheit der Leute nicht mehr gewährleisten kann. Im Papierkorb der Berater findet Schenk Karikaturen, die vom Opfer stammten. Das bringt die Ermittler auf die Spur zum Täter. Offensichtlich hat die Analyse von Moll ergeben, dass ausgerechnet der Geschäftsführer Lars Fraude in seiner Funktion relativ unfähig ist. Um das nicht an die Öffentlichkeit geraten zu lassen, hat er Moll eliminiert. Mit den Fakten konfrontiert, verliert Fraude die Beherrschung und nimmt eine Geisel. Schenk gelingt ein gezielter Schuss in dessen Bein, er wird festgenommen und zunächst medizinisch versorgt.
Verlagsleiter Brinkmann hat auf Anraten von Landmann die Fusionsverhandlungen eingefroren. Er macht sie nach Ausscheiden von Fraude zur neuen Geschäftsführerin.

## Hintergrund
Unter Druck wurde von Colonia Media im Auftrag des WDR  produziert. Die Dreharbeiten erfolgten unter dem Arbeitstitel Die Berater in Köln und Umgebung.

## Rezeption

### Einschaltquoten
Bei seiner Erstausstrahlung am 9. Januar 2011 wurde die Folge Unter Druck in Deutschland von 8,92 Millionen Zuschauer gesehen, was einem Marktanteil von 23,30 Prozent entsprach.

### Kritik
Rainer Tittelbach von tittelbach.tv wertet sehr anerkennend: „Abwechslungsreiche, hoch telegene Locations, eine perfekte (Typen-)Besetzung und viel Nachtarbeit, was dem Look gut tut, überstrahlen den soliden Whodunit. Die Qualität des Drehbuchs liegt auf anderem Gebiet: das beiläufige Ausleuchten der Stasi-Methoden im modernen Turbo-Kapitalismus, das Überwachungsmotiv, der Chauffeur, der ganz genau hinschaut und aus seiner Praxis plaudert, oder die tragische Schlusspointe – aus diesen vielen kleinen süffigen Details ergibt sich ein ziemlich ‚amerikanischer‘ Krimi, der ausnehmend gut mit seinen Kommissaren harmoniert. Die sind einfach nicht gemacht für tief gründelnde Seelendramen.“
Bei Stern.de meint Sophie Albers: „Wirklich Spaß macht auf dem Weg zur etwas verschwurbelten Auflösung die Details: die feine Zeichnung der Charaktere.“
Die Kritiker der Fernsehzeitschrift TV Spielfilm urteilen: „Plakativ, boshaft, aber auf den Punkt.“

### Trivia
Freddy Schenk fährt in diesem Tatort ausnahmsweise keinen Oldtimer, sondern einen zeitgenössischen Maserati Gran Turismo (K-RS 674).